# Ixeris repens
Ixeris repens là một loài thực vật có hoa trong họ Cúc. Loài này được (L.) A.Gray mô tả khoa học đầu tiên.